# سيرجي بازاريفيتش
سيرجي بازاريفيتش (الروسية: Сергей Валерьянович Базаревич) مواليد 16 مارس 1965 في موسكو، الجمهورية الروسية السوفيتية الاتحادية الاشتراكية، هو لاعب كرة سلة روسي سابق بدأ مسيرته الاحترافية في سنة 1983. يبلغ طوله 6 قدم 3 بوصة (1.9 م). اعتزل اللعب في 2003 وأصبح مدربا.

## فرق لعب لها
- نادي سسكا موسكو لكرة السلة
- نادي طوفاس الرياضي
- أتلانتا هوكس
- تورك تيليكوم

## الميداليات
| الميدالية | المسابقة                         |
| --------- | -------------------------------- |
| فضية      | بطولة كأس العالم لكرة السلة 1990 |
| فضية      | بطولة أمم أوروبا لكرة السلة 1993 |
| فضية      | بطولة كأس العالم لكرة السلة 1994 |

## روابط خارجية
- سيرجي بازاريفيتش على موقع الاتحاد الدولي لكرة السلة (الإنجليزية)
- سيرجي بازاريفيتش على موقع الدوري الأوروبي لكرة السلة (الإنجليزية)
- سيرجي بازاريفيتش على موقع إن بي أي (الإنجليزية)
- سيرجي بازاريفيتش على موقع سبورتس رفرنس (الإنجليزية)
- سيرجي بازاريفيتش على موقع الدوري الإسباني لكرة السلة (الإسبانية)
- سيرجي بازاريفيتش على موقع كرة السلة الأوروبية.كوم (الإنجليزية)
- سيرجي بازاريفيتش على موقع ريلجم (الإنجليزية)
- سيرجي بازاريفيتش على موقع بروبوليرز (الإنجليزية)
- سيرجي بازاريفيتش على موقع سبورتس رفرنس (الإنجليزية)
- سيرجي بازاريفيتش على موقع أوليمبيديا (الإنجليزية)